# Nicodemus Tessin il Giovane
Nicodemus Tessin il Giovane (Nyköping, 23 maggio 1654 – Stoccolma, 10 aprile 1728) è stato un architetto svedese, figlio di Nicodemus il Vecchio e padre del politico Carl Gustav.

## Biografia
Fu educato dal padre che era un eminente architetto barocco svedese. Dal 1673 al 1680 viaggia per l'Europa e visita l'Inghilterra, la Francia e l'Italia. In Italia, grazie alla raccomandazione della regina Cristina di Svezia, studia nella bottega di Bernini dal 1675 al 1678. Nel 1680 restaurò la casa del fauno. Questo viaggio di formazione avrà una grande influenza sulla sua produzione architettonica. Ritornato a Roma nel 1687, il Tessin frequenta lo studio del pittore Giovan Battista Gaulli detto il Baciccio. La sua principale realizzazione è il vasto Palazzo Reale di Stoccolma che iniziò nel 1697. Inoltre alla morte del padre, proseguirà il suo lavoro e completerà il Castello di Drottningholm.

## Principali opere

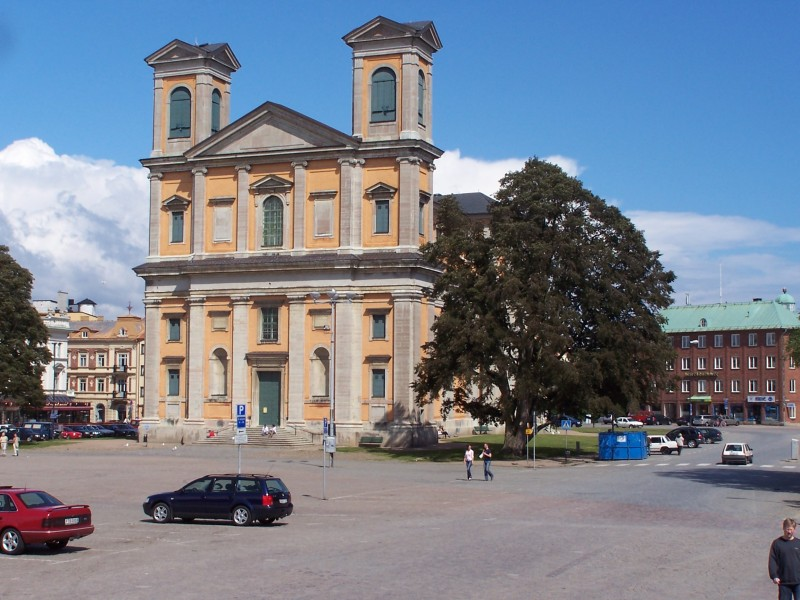
Chiesa di Fredrik a Karlskrona

- Palazzo reale di Stoccolma, dove è chiara l'influenza esercitata dal progetto di Gian Lorenzo Bernini per il Louvre
- Villa di Steninge (1694-98), la cui pianta è derivata dal Castello di Vaux-le-Vicomte
- Chiesa di Fredrik a Karlskrona con pianta basilicale. La sua facciata è ispirata alla chiesa della Trinità dei Monti a Roma. Fu progettata attorno al 1690 ma la costruzione iniziò solo nel 1720 e la sua consacrazione avvenne nel 1744.
- Chiesa della Santa Trinità a Karlskrona: era la chiesa della comunità tedesca residente nella città e per questo motivo era anche chiamata la Chiesa Tedesca. Bruciò quasi interamente nel 1790 e fu ricostruita in seguito secondo il progetto di Nicodemus Tessin.
- Completamento del Castello di Drottningholm
- Il castello di Gottorf a Schleswig